# Max Chilton
Max Chilton (* 21. April 1991 in Reigate, England) ist ein britischer Automobilrennfahrer. Er fuhr von 2010 bis 2012 in der GP2-Serie. 2013 und 2014 startete er für Marussia in der Formel 1. 2015 trat er in der Indy Lights an. Von 2016 bis 2021 fuhr er in der IndyCar Series. Er ist der jüngere Bruder von Tom Chilton, der ebenfalls Automobilrennfahrer ist.

## Karriere
Chilton begann seine Motorsportkarriere 2001 im Kartsport, den er bis 2006 ausübte. Parallel fuhr Chilton 2005 und 2006 in der T Cars Meisterschaft, einer Rennserie für Fahrer zwischen 14 und 17 Jahren. Nach Platz acht in der ersten Saison, gewann er 2006 den Vizemeistertitel. 2007 wechselte Chilton zu Arena International Motorsport in die britische Formel-3-Meisterschaft. Da er beim ersten Saisonrennen noch nicht 16 Jahre alt war, durfte er erst beim zweiten Rennwochenende in die Serie einsteigen. Außerdem startete er, als bislang jüngster Fahrer der Meisterschaft, beim 1000-km-Rennen von Silverstone der Le Mans Series. Er und sein Bruder Tom beendeten den Lauf auf dem fünften Rang der LMP1-Kategorie für Arena International Motorsport. 2008 blieb Chilton in der britischen Formel-3-Meisterschaft und wechselte zu Hitech Racing. Mit einem zweiten Platz als bestes Resultat belegte er am Saisonende den zehnten Gesamtrang. 2009 bestritt der inzwischen 18-jährige Rennfahrer seine dritte Saison in der britischen Formel-3-Meisterschaft und ging für Carlin Motorsport an den Start. Während sein Teamkollege Daniel Ricciardo die Meisterschaft gewann, belegte Chilton mit zwei Siegen den vierten Gesamtrang. Außerdem nahm er als Vertretungsfahrer in der Formel Renault 3.5 am Rennen auf dem Circuit de Monaco teil.

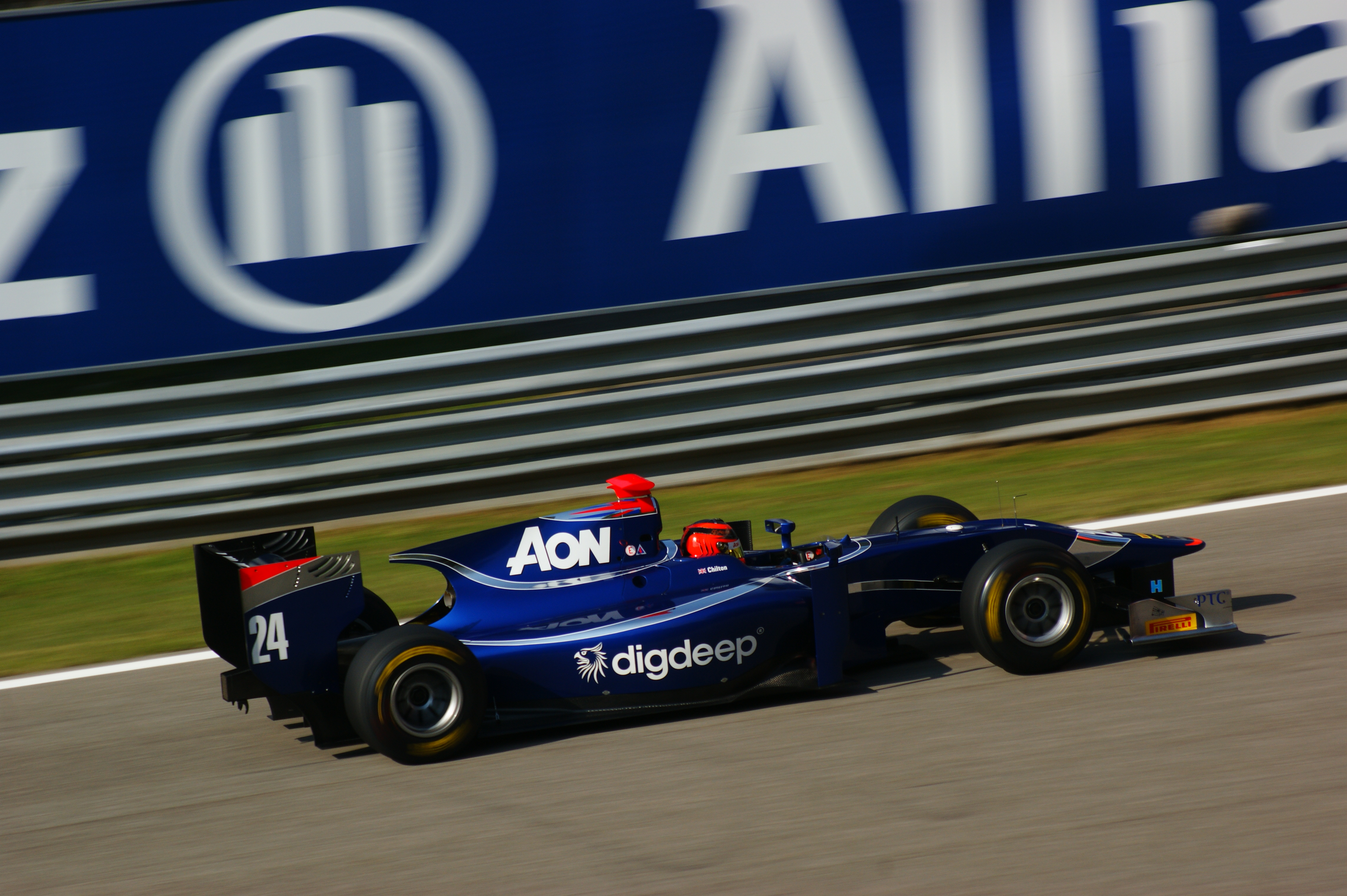
Chilton im Carlin-GP2-Auto in Monza 2011

Für die GP2-Asia-Serie-Saison 2009/2010 wurde Chilton vom Barwa Addax Team verpflichtet. Da Barwa Addax Giedo van der Garde beim zweiten Rennwochenende einsetzen wollte, startete er bei diesem Lauf für Ocean Racing Technology. Am Saisonende belegte er den 18. Gesamtrang. Für Ocean Racing Technology ging er 2010 auch in der Hauptserie der GP2 an den Start. Mit einem fünften Platz als bestes Resultat belegte er den 25. Gesamtrang. 2011 kehrte Chilton zu Carlin zurück und trat für den Rennstall, der sich inzwischen im Besitz seines Vaters Grahame befand, in der GP2-Asia- und in der GP2-Serie an. In der GP2-Asia-Serie wurde er 22. in der Gesamtwertung. In der GP2-Serie belegte er mit zwei sechsten Plätzen als beste Resultate den 20. Platz in der Fahrerwertung. Nach der Saison nahm er für Carlin am GP2 Final 2011 teil und wurde 23. Darüber hinaus machte Chilton bei Testfahrten für Force India seine ersten Erfahrungen im Formel-1-Auto. 2012 blieb Chilton bei Carlin in der GP2-Serie. 
Bereits beim Saisonauftakt erzielte er mit einem dritten Platz seine erste GP2-Podest-Platzierung. Beim Sprintrennen in Monte Carlo gelang ihm ein zweiter Platz. Auf dem Hungaroring erzielte er schließlich im Hauptrennen seinen ersten GP2-Sieg. Ein weiterer Sieg gelang Chilton im Hauptrennen in Singapur. Er schloss die Saison mit 169 Punkten auf dem vierten Gesamtrang ab und setzte sich damit intern deutlich gegen seinen Teamkollegen Rio Haryanto, der 38 Punkte eingefahren hatte, durch. Darüber hinaus absolvierte Chilton in diesem Jahr Formel-1-Testfahrten für Marussia. Im Anschluss an die GP2-Saison wurde Chilton zudem als Formel-1-Ersatzfahrer von Marussia unter Vertrag genommen.

### Formel 1

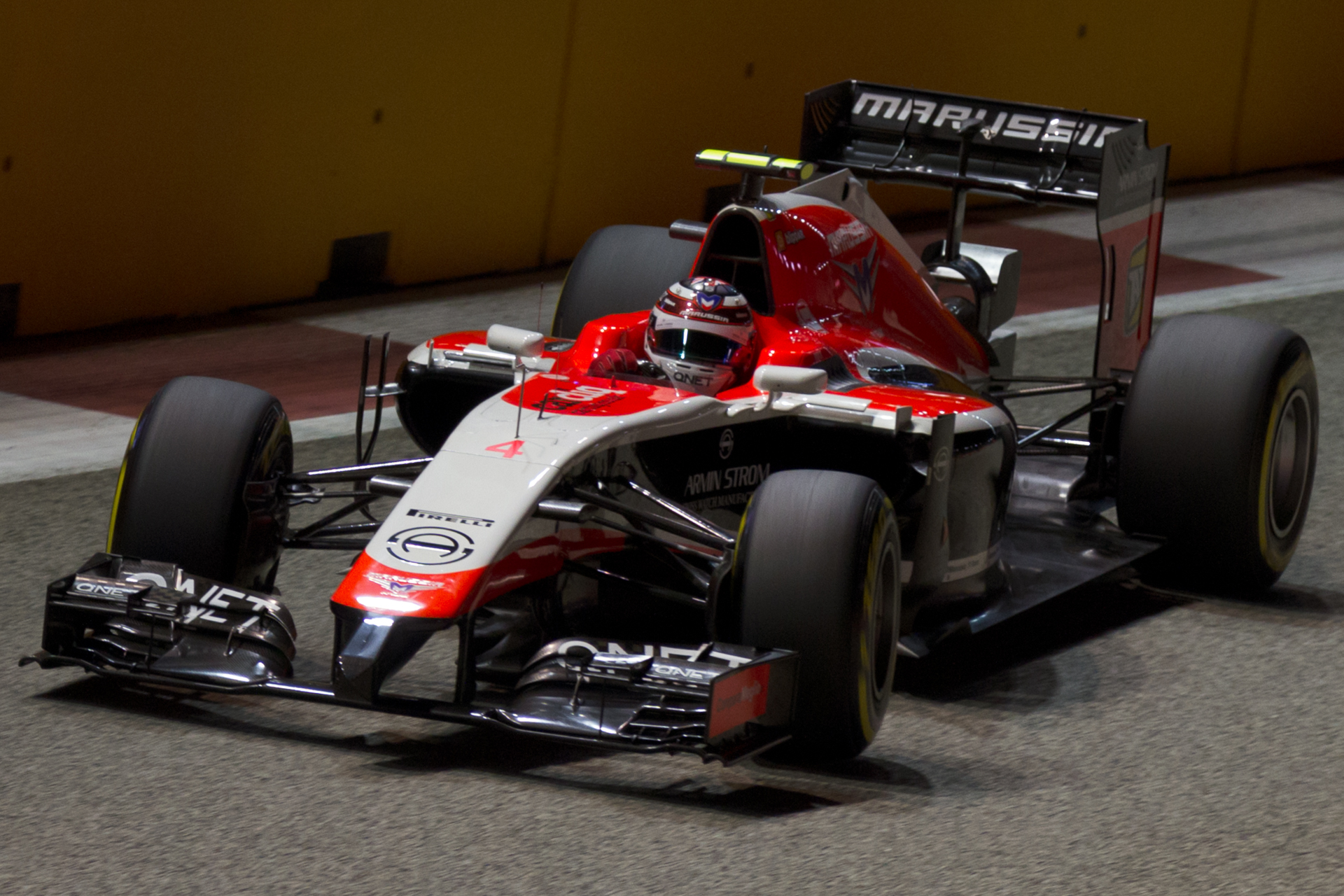
Chilton im Freien Training zum Großen Preis von Singapur 2014

Zur Saison 2013 wechselte Chilton in die Formel 1 zu Marussia. Bei seinem Debüt in Australien wurde er 17. Sein bestes Resultat war ein 14. Platz beim Großen Preis von Monaco. Chilton erreichte bei allen 19 Rennen seiner Debütsaison das Ziel und stellte damit einen neuen Rekord auf. Er beendete die Saison auf dem 23. Gesamtrang. Teamintern unterlag er Jules Bianchi, der 19. wurde und sowohl das Qualifying-, als auch das Rennduell deutlich für sich entschied. 2014 blieb Chilton bei Marussia. 
Er wählte die #4 als seine permanente Startnummer. Nachdem er bei den ersten 25 Rennen seiner Karriere stets das Ziel erreicht hatte, schied er im Großen Preis von Kanada nach einer Kollision mit seinem Teamkollegen erstmals aus. Beim Großen Preis von Belgien sollte er aus vertraglichen Gründen durch Alexander Rossi vertreten werden. Jedoch wurde Chilton zum zweiten freien Training wieder als Einsatzpilot gemeldet. Nach dem Großen Preis von Russland meldete Marussia Insolvenz an und trat infolgedessen zum nächsten Rennen nicht an. Zwei 13. Plätze waren Chiltons beste Ergebnisse. Am Saisonende belegte er punktelos den 21. Gesamtrang. Sein in Japan schwer verunglückter Teamkollege Bianchi hatte in dieser Saison die ersten Punkte für Marussia erzielt.

### Indy Lights / Sportwagen
2015 unterstützte Chilton den familiären Rennstall Carlin als Rennfahrer bei dessen Einstieg in die Indy Lights. Beim Rennen auf dem Iowa Speedway erzielte er seine erste Pole-Position und seinen ersten Sieg, den er seinem einen Tag zuvor verstorbenen ehemaligen Teamkollegen Jules Bianchi widmete. 
Chilton beendete die Saison auf dem fünften Rang und unterlag damit seinem Teamkollegen Ed Jones, der Dritter war. Zu zwei Rennen trat Chilton aufgrund einer Überschneidung mit seinem Langstrecken-Programm, das Chilton 2015 parallel absolvierte, nicht an. Er fuhr für Nissan Motorsports in der FIA-Langstrecken-Weltmeisterschaft (WEC). Der Rennstall stieg jedoch erst zum dritten Rennen, dem 24-Stunden-Rennen von Le Mans 2015, in die Meisterschaft ein und zog sich anschließend aus der laufenden Saison zurück.

### IndyCar
2016 wechselte Chilton zu Chip Ganassi Racing in die IndyCar Series. Mit einem siebten Platz als bestem Ergebnis beendete er die Saison auf dem 19. Gesamtrang. Er war der einzige Ganassi-Pilot, der es nicht unter die ersten Zehn der Gesamtwertung schaffte. 2017 beendete er das Indianapolis 500 auf dem vierten Platz. Mit 50 Runden führte er die meisten Runden. Die Saison beendete er auf dem elften Rang. 2018 fuhr er für das Team Carlin, das neu in die Serie eingestiegen war. In der Fahrerwertung belegte er den 19. Platz. Im Laufe der Saison 2019 gab er bekannt, keine Ovalrennen mehr fahren zu wollen. Als Grund gab er Sicherheitsbedenken an. Saison 2021 fuhr er sein erstes Top-Ten-Ergebnis mit Carlin ein. In Elkhart Lake wurde er Zehnter. In der Fahrerwertung lag er am Ende auf dem 25. Platz – seine schlechteste Platzierung. Chilton gab im Februar 2022 bekannt, dass er seine IndyCar-Karriere beendet.

## Persönliches
Chiltons Vater Grahame Chilton war zwischenzeitlich der stellvertretende Vorsitzende des US-amerikanischen Unternehmens Aon Corporation. Das Unternehmen trat in dieser Zeit als Sponsor von Max Chilton auf. Seit Ende 2009 ist Grahame Chilton über sein Unternehmen Capsicum im Besitz des Rennstalls Carlin.
Chilton ist Legastheniker.

## Statistik

### Karrierestationen
| - 2001–2006: Kartsport - 2005: T Cars (Platz 8) - 2006: T Cars (Platz 2) - 2007: Britische Formel 3 (Platz 18) - 2007: Le Mans Series, LMP1 (Platz 21) - 2008: Britische Formel 3 (Platz 10) - 2009: Britische Formel 3 (Platz 4) - 2009: Formel Renault 3.5 (Platz 40) - 2010: GP2-Asia-Serie (Platz 18) | - 2010: GP2-Serie (Platz 25) - 2011: GP2-Asia-Serie (Platz 22) - 2011: GP2-Serie (Platz 20) - 2011: Formel 1 (Testfahrer) - 2012: GP2-Serie (Platz 4) - 2012: Formel 1 (Testfahrer) - 2013: Formel 1 (Platz 23) - 2014: Formel 1 (Platz 21) - 2015: Indy Lights (Platz 5) | - 2015: WEC (Platz 34) - 2016: IndyCar Series (Platz 19) - 2017: IndyCar Series (Platz 11) - 2018: IndyCar Series (Platz 19) - 2019: IndyCar Series (Platz 22) - 2020: IndyCar Series (Platz 22) - 2021: IndyCar Series (Platz 25) |

### Einzelergebnisse in der GP2-Serie
| Jahr | Team                    | 1   | 2   | 3   | 4   | 5   | 6   | 7   | 8   | 9   | 10  | 11  | 12  | 13  | 14  | 15  | 16  | 17  | 18  | 19  | 20  | 21  | 22  | 23  | 24  | Punkte | Rang |
| ---- | ----------------------- | --- | --- | --- | --- | --- | --- | --- | --- | --- | --- | --- | --- | --- | --- | --- | --- | --- | --- | --- | --- | --- | --- | --- | --- | ------ | ---- |
| 2010 | Ocean Racing Technology | ESP | ESP | MON | MON | TUR | TUR | ESP | ESP | GBR | GBR | GER | GER | HUN | HUN | BEL | BEL | ITA | ITA | UAE | UAE |     |     |     |     | 3      | 25.  |
| 2010 | Ocean Racing Technology | 18  | 16  | DNF | 14  | 9   | 11  | DNF | 11  | 19  | 19  | 19  | 16  | 17  | 16  | 17  | 11  | 8   | 5   | 12  | 13  |     |     |     |     | 3      | 25.  |
| 2011 | Carlin Motorsport       | TUR | TUR | ESP | ESP | MON | MON | ESP | ESP | GBR | GBR | GER | GER | HUN | HUN | BEL | BEL | ITA | ITA |     |     |     |     |     |     | 4      | 20.  |
| 2011 | Carlin Motorsport       | DNF | 17  | 12  | 11  | 7   | 6   | DNF | DNF | DNF | 19  | 17  | 6   | 18  | DNF | 15  | 16  | DNF | 18  |     |     |     |     |     |     | 4      | 20.  |
| 2012 | Carlin Motorsport       | MAS | MAS | BRN | BRN | BRN | BRN | ESP | ESP | MON | MON | ESP | ESP | GBR | GBR | GER | GER | HUN | HUN | BEL | BEL | ITA | ITA | SIN | SIN | 169    | 4.   |
| 2012 | Carlin Motorsport       | 3   | 7   | 4   | 5   | 5   | 13  | 7   | 5   | 5   | 2   | 7   | 4   | 9   | 19* | 14  | DNF | 1   | 11  | 12  | 22  | 4   | 6   | 1   | 19  | 169    | 4.   |

### Statistik in der Formel 1

#### Gesamtübersicht
| Saison | Team             | Chassis       | Motor                | Rennen | Siege | Zweiter | Dritter | Poles | schn. Rennrunden | Punkte | WM-Pos. |
| ------ | ---------------- | ------------- | -------------------- | ------ | ----- | ------- | ------- | ----- | ---------------- | ------ | ------- |
| 2013   | Marussia F1 Team | Marussia MR02 | Cosworth 2.4 V8      | 19     | −     | −       | −       | −     | −                | −      | 23.     |
| 2014   | Marussia F1 Team | Marussia MR03 | Ferrari 1.6 V6 Turbo | 16     | −     | −       | −       | −     | −                | −      | 21.     |
| Gesamt | Gesamt           | Gesamt        | Gesamt               | 35     | –     | –       | –       | –     | –                | –      |         |

#### Einzelergebnisse
| Saison | 1  | 2  | 3  | 4  | 5  | 6   | 7  | 8  | 9  | 10 | 11 | 12  | 13 | 14 | 15  | 16 | 17 | 18 | 19 |
| ------ | -- | -- | -- | -- | -- | --- | -- | -- | -- | -- | -- | --- | -- | -- | --- | -- | -- | -- | -- |
| 2013   |    |    |    |    |    |     |    |    |    |    |    |     |    |    |     |    |    |    |    |
| 17     | 16 | 17 | 20 | 19 | 14 | 19  | 17 | 19 | 17 | 19 | 20 | 17  | 17 | 19 | 17  | 21 | 21 | 19 |    |
| 2014   |    |    |    |    |    |     |    |    |    |    |    |     |    |    |     |    |    |    |    |
| 13     | 15 | 13 | 19 | 19 | 14 | DNF | 17 | 16 | 17 | 16 | 16 | DNF | 17 | 18 | DNF |    |    |    |    |

| Legende  | Legende            | Legende                                                          |
| Farbe    | Abkürzung          | Bedeutung                                                        |
| -------- | ------------------ | ---------------------------------------------------------------- |
| Gold     | –                  | Sieg                                                             |
| Silber   | –                  | 2. Platz                                                         |
| Bronze   | –                  | 3. Platz                                                         |
| Grün     | –                  | Platzierung in den Punkten                                       |
| Blau     | –                  | Klassifiziert außerhalb der Punkteränge                          |
| Violett  | DNF                | Rennen nicht beendet (did not finish)                            |
| Violett  | NC                 | nicht klassifiziert (not classified)                             |
| Rot      | DNQ                | nicht qualifiziert (did not qualify)                             |
| Rot      | DNPQ               | in Vorqualifikation gescheitert (did not pre-qualify)            |
| Schwarz  | DSQ                | disqualifiziert (disqualified)                                   |
| Weiß     | DNS                | nicht am Start (did not start)                                   |
| Weiß     | WD                 | zurückgezogen (withdrawn)                                        |
| Hellblau | PO                 | nur am Training teilgenommen (practiced only)                    |
| Hellblau | TD                 | Freitags-Testfahrer (test driver)                                |
| ohne     | DNP                | nicht am Training teilgenommen (did not practice)                |
| ohne     | INJ                | verletzt oder krank (injured)                                    |
| ohne     | EX                 | ausgeschlossen (excluded)                                        |
| ohne     | DNA                | nicht erschienen (did not arrive)                                |
| ohne     | C                  | Rennen abgesagt (cancelled)                                      |
| ohne     | keine WM-Teilnahme |                                                                  |
| sonstige | P/fett             | Pole-Position                                                    |
| sonstige | 1/2/3/4/5/6/7/8    | Punktplatzierung im Sprint-/Qualifikationsrennen                 |
| sonstige | SR/kursiv          | Schnellste Rennrunde                                             |
| sonstige | *                  | nicht im Ziel, aufgrund der zurückgelegten Distanz aber gewertet |
| sonstige | ()                 | Streichresultate                                                 |
| sonstige | unterstrichen      | Führender in der Gesamtwertung                                   |

### Einzelergebnisse in der Indy Lights
| Jahr | Team   | 1   | 2   | 3   | 4   | 5   | 6    | 7    | 8    | 9   | 10  | 11  | 12  | 13  | 14  | 15  | 16  | Punkte | Rang |
| ---- | ------ | --- | --- | --- | --- | --- | ---- | ---- | ---- | --- | --- | --- | --- | --- | --- | --- | --- | ------ | ---- |
| 2015 | Carlin | STP | STP | LBH | BAR | BAR | INDY | INDY | INDY | TOR | TOR | MIL | IOW | MDO | MDO | LAG | LAG | 258    | 5.   |
| 2015 | Carlin | 12  | 4   | 5   | 5   | 3   | 4    | 3    | 12   |     |     | 6   | 1*  | 2   | 2   | 11  | 3   | 258    | 5.   |

### Einzelergebnisse in der IndyCar Series
| Jahr | Team                      | 1   | 2   | 3   | 4   | 5   | 6     | 7    | 8   | 9   | 10  | 11  | 12  | 13  | 14  | 15  | 16  | 17  | Punkte | Rang |
| ---- | ------------------------- | --- | --- | --- | --- | --- | ----- | ---- | --- | --- | --- | --- | --- | --- | --- | --- | --- | --- | ------ | ---- |
| 2016 | Chip Ganassi Racing Teams | STP | PHO | LBH | ALA | IMS | INDY  | DET  | DET | ROA | IOW | TOR | MDO | POC | TXS | WGL | SNM |     | 267    | 19.  |
| 2016 | Chip Ganassi Racing Teams | 17  | 7   | 14  | 21  | 14  | 1522  | 21   | 22  | 20  | 19° | 18  | 16  | 13  | 15  | 10  | 16  |     | 267    | 19.  |
| 2017 | Chip Ganassi Racing Teams | STP | LBH | ALA | PHO | IMS | INDY  | DET  | DET | TXS | ROA | IOW | TOR | MDO | POC | STL | WGL | SNM | 396    | 11.  |
| 2017 | Chip Ganassi Racing Teams | 16  | 14  | 12  | 20  | 7   | 4*15  | 11   | 15  | 8°  | 9   | 14° | 7°  | 15  | 18  | 17° | 8   | 12  | 396    | 11.  |
| 2018 | Carlin                    | STP | PHO | LBH | ALA | IMS | INDY  | DET  | DET | TXS | ROA | IOW | TOR | MDO | POC | STL | POR | SNM | 223    | 19.  |
| 2018 | Carlin                    | 19  | 18  | 17  | 22  | 16  | 2220  | 20   | 11  | 12  | 17  | 15  | 23  | 24  | 13  | 17  | 18° | 21  | 223    | 19.  |
| 2019 | Carlin                    | STP | COA | ALA | LBH | IMS | INDY  | DET  | DET | TXS | ROA | TOR | IOW | MDO | POC | STL | POR | LAG | 184    | 22.  |
| 2019 | Carlin                    | 16  | 21  | 22  | 14  | 18  | DNQ36 | 17   | 15  |     | 16  | 14  |     | 16  |     |     | 11  | 13  | 184    | 22.  |
| 2020 | Carlin                    | TXS | IMS | ROA | ROA | IOW | IOW   | INDY | STL | STL | MDO | MDO | IMS | IMS | STP |     |     |     | 147    | 22.  |
| 2020 | Carlin                    |     | 16  | 17  | 15  |     |       | 1730 |     |     | 16  | 13  | 11  | 19  | 12  |     |     |     | 147    | 22.  |
| 2021 | Carlin                    | ALA | STP | TXS | TXS | IMS | INDY  | DET  | DET | ROA | MDO | NSH | IMS | STL | POR | LAG | LBH |     | 134    | 25.  |
| 2021 | Carlin                    | 20  | 24  |     |     | WD  | 2429  | 22   | 22  | 10° | 18  | 18  | 20  |     | 19  | 21  | 15  |     | 134    | 25.  |

(Legende)

### Le-Mans-Ergebnisse
| Jahr | Team               | Fahrzeug             | Teamkollege        | Teamkollege | Platzierung | Ausfallgrund     |
| ---- | ------------------ | -------------------- | ------------------ | ----------- | ----------- | ---------------- |
| 2015 | Nissan Motorsports | Nissan GT-R LM Nismo | Jann Mardenborough | Olivier Pla | Ausfall     | Kupplungsschaden |

### Einzelergebnisse in der FIA-Langstrecken-Weltmeisterschaft
| Saison | Team               | Rennwagen            | 1   | 2   | 3   | 4   | 5   | 6   | 7   | 8   |
| ------ | ------------------ | -------------------- | --- | --- | --- | --- | --- | --- | --- | --- |
| 2015   | Nissan Motorsports | Nissan GT-R LM Nismo | SIL | SPA | LEM | NÜR | AUS | FUJ | SHA | BAH |
| 2015   | Nissan Motorsports | Nissan GT-R LM Nismo | DNF |     |     |     |     |     |     |     |